# Risa Ishii
Risa Ishii (石井 里沙, Ishii Risa) est une ancienne joueuse de volley-ball japonaise née le 19 mai 1990 à Tsuru (Préfecture de Yamanashi). Elle mesure 1,79 m et jouait au poste de réceptionneuse-attaquante. Elle a mis un terme à sa carrière de volleyeuse professionnelle en mai 2018.

## Clubs
| Club                        | De        | À         |
| --------------------------- | --------- | --------- |
| Hachioji Jissen High School |           | 2008-2009 |
| Denso Airybees              | 2009-2010 | 2017-2018 |

## Palmarès

### Équipe nationale
- Championnat d'Asie et d'Océanie
  - Vainqueur : 2017.

### Clubs
- Coupe de l'impératrice
  - Vainqueur : 2010.
  - Finaliste : 2017.
- Tournoi de Kurowashiki
  - Vainqueur : 2017.